# Druga internacionala
Druga internacionala (1889–1916) je bila organizacija socialističnih in delavskih strank, ki je bila ustanovljena 14. julija 1889 v Parizu. Združevala je predvsem evropske delavske stranke, ameriški socialisti pa skoraj niso prišli do besede, prav tako ne indijski in japonski. 
Ustanovitveni kongres druge internacionale je sprejel resolucijo o osemurnem delavniku, ki pa je ostala neizpolnjena želja vse do časa po prvi svetovni vojni. Prvi maj so razglasili za dan dela in mednarodne delavske solidarnosti, ki se je prvič praznoval 1. maja 1890 (tudi v slovenskih krajih).
Nesporno avtoriteto v drugi internacionali je takoj dobila nemška socialna demokracija, saj je iz njenih vrst prihajal tudi Marxov naslednik Engels, po njegovi smrti pa je njegovo vlogo prevzel Karl Kautsky. Celo najbolj radikalne frakcije z Leninom na čelu so do prve svetovne vojne redkokdaj dvomile, ali njena stališča res ne predstavljajo pravega nadaljevanja Marxovega nauka. Strukturne spremembe v svetovnem kapitalizmu so omogočile v tistih desetletjih razmah delavskih strank po posameznih državah, toda z nastankom delavske birokracije, ki je živela od delavskega gibanja in ne zanj, je številčnost članstva pomenila le navidezno moč. Ob izbruhu prve svetovne vojne se je to najbolj pokazalo, ko so vse močne etablirane stranke podlegle domovinskemu navdušenju in glasovale za vojne kredite. Le nekaj majhnih strank in struj je bilo proti (srbska, bolgarski ozki, italijanska, romunska) in druga internacionala je z izbruhom prve svetovne vojne razpadla.

## Kongresi Druge internacionale
1. 1889: Pariz
2. 1891: Bruselj
3. 1893: Zürich
4. 1896: London
5. 1900: Pariz
6. 1904: Amsterdam
7. 1907: Stuttgart
8. 1910: København
9. 1912: Basel (izredni kongres)